# استرالین ایراکسپرس
استرالین ایراکسپرس (به انگلیسی: Australian airExpress) یک شرکت هواپیمایی با کد یاتا XM است که در ۱۹۹۲ میلادی تأسیس شده‌است. دفتر مرکزی استرالین ایراکسپرس در ملبورن، ویکتوریا، استرالیا واقع شده‌است و قطب این شرکت هواپیمایی در فرودگاه ملبورن قرار دارد و به ۱۵ مقصد، پرواز انجام می‌دهد.